# Gæstgiveren
Gæstgiveren er et værtshus og hotel i Allinge på Bornholm. Det holder åbent i sommerperioden og har næsten dagligt optræden af internationale rock- og popmusikere, ligesom flere af værelserne er indrettet i rockstil.